# MR16

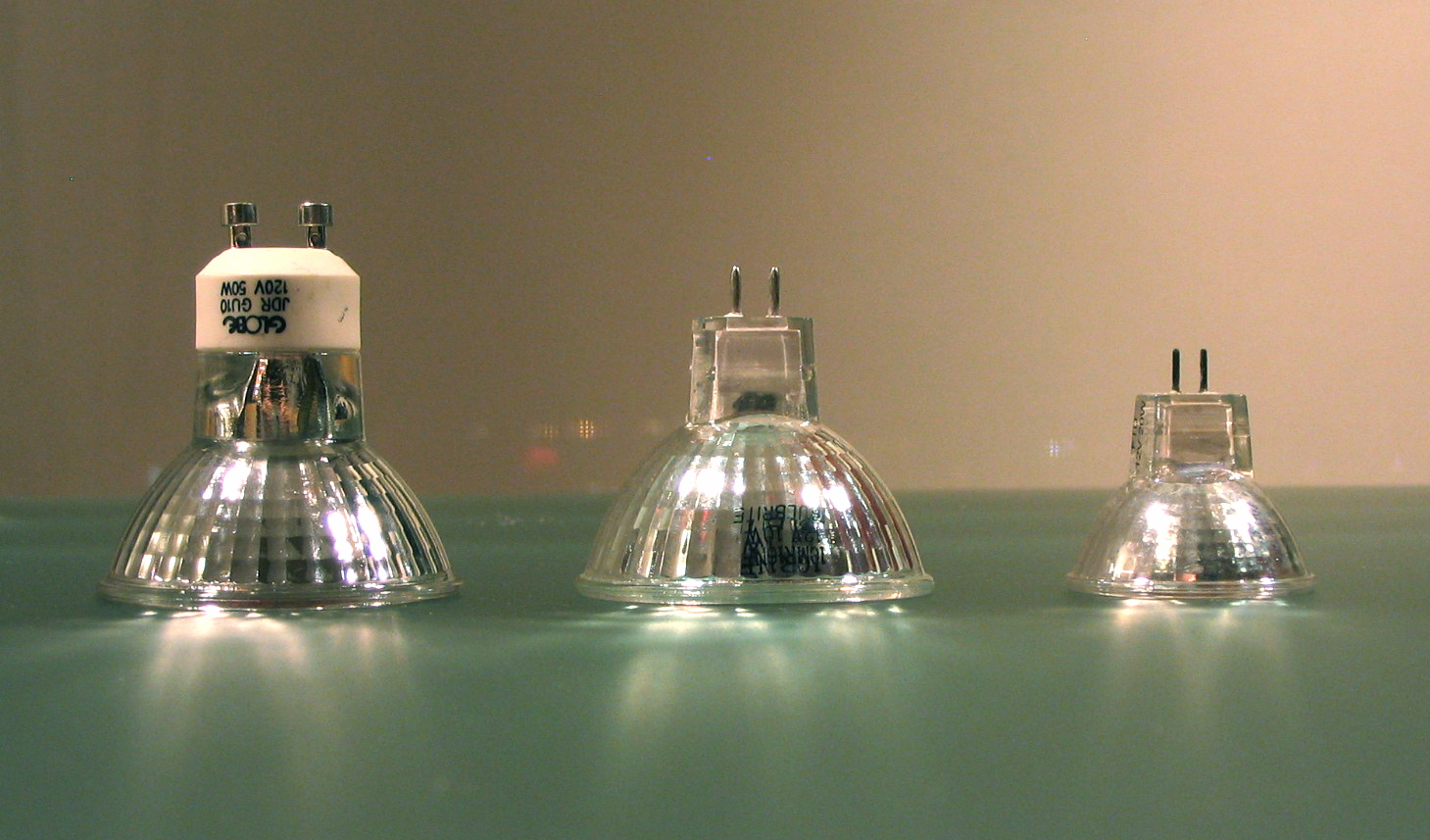
Van links naar rechts: GU10, standaard MR16, MR11

MR16 (of MR-16) is een standaard formaat uitgegeven door de ANSI. 
MR16-lampen kunnen geïdentificeerd worden door hun drieletterige (ANSI) aanduiding. De drieletteraanduiding kenmerkt een specifiek type lamp, gevolgd door het vermogen, lampvorm, en stralingshoek. 
'MR' staat voor multifaceted reflector.
De meeste MR16-lampen met een GU5.3-voet zijn gemaakt voor 12 volt, de lampen voor 230/240 volt hebben meestal een GU10-voet om verwisseling te voorkomen.
De MR16 komt zowel voor bij ledlampen als bij halogeenlampen. Bij de ledversie ontbreekt vaak de typerende multifacet reflector. Voor de kleinere lampuitvoeringen wordt vaak de MR11 of MR8 standaard gebruikt waarbij de voetpinnen dichter bij elkaar geplaatst zijn.

## Aanduidingen

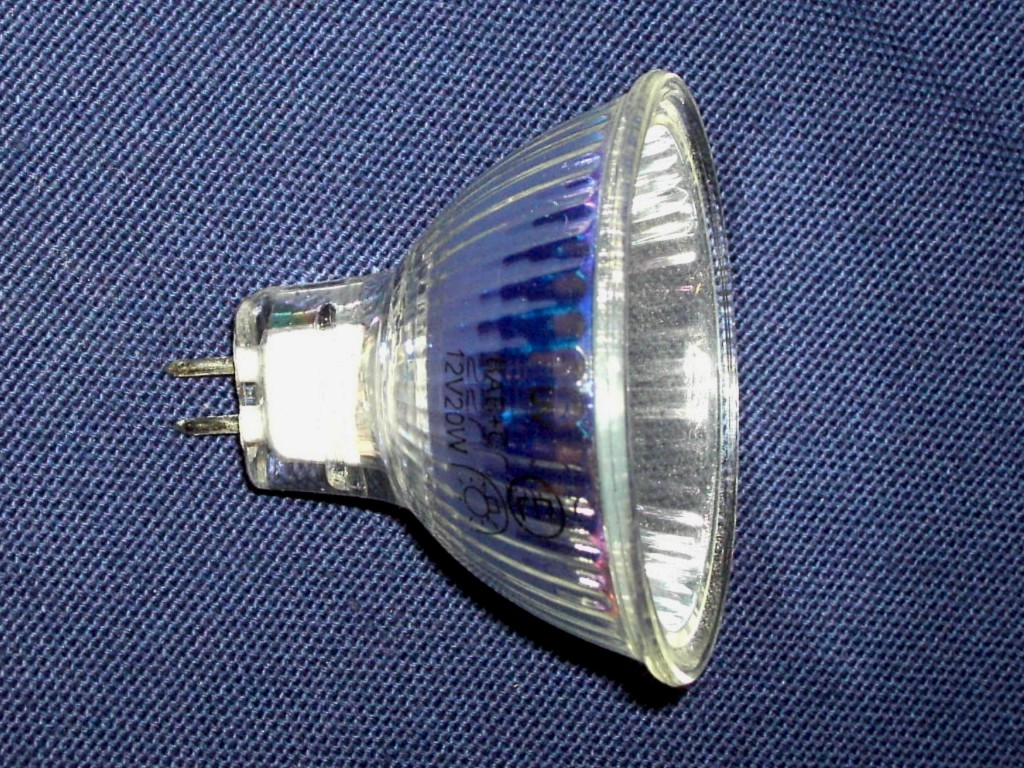
MR16 halogeenlamp

De volgende ANSI standaard codes worden gebruikt om verschillende vermogen en stralingshoek combinaties van de MR16 lampen aan te duiden.
- ESX: 20 watt, 10 stralingshoek (20MR16/10°)
- BAB: 20 watt, 40 stralingshoek (20MR16/40°)
- EXT: 50 watt, 15 stralingshoek (50MR16/15°)
- EXZ: 50 watt, 25 stralingshoek (50MR16/25°)
- EXN: 50 watt, 40 stralingshoek (50MR16/40°)
- FPA: 65 watt, 15 stralingshoek (65MR16/15°)
- FPC: 65 watt, 25 stralingshoek (65MR16/25°)
- FPB: 65 watt, 40 stralingshoek (65MR16/40°)
- EYF: 75 watt, 15 stralingshoek (75MR16/15°)
- EYJ: 75 watt, 25 stralingshoek (75MR16/25°)
- EYC: 75 watt, 40 stralingshoek (75MR16/40°)

Noot: De MR16-lampen zijn er in nog veel meer varianten en aanduidingen; de gebruikte codes kunnen ook nog per leverancier verschillen.
- VNSP (Very narrow spot): minder dan  8 graden
- NSP (Narrow spot): 8-15 graden
- SP (Spot): 8-20 graden
- NFL (Narrow flood): 24-30 graden
- FL (Flood): 35-40 graden
- WFL (Wide flood): 55-60 graden
- VWFL (Very wide flood): 60 graden of meer